# بوب سيمبسون (صحفي)
بوب سيمبسون (بالإنجليزية: Bob Simpson)‏ هو صحفي بريطاني، ولد في 29 نوفمبر 1944 في إسكس في المملكة المتحدة، وتوفي في 25 يوليو 2006 في لندن في المملكة المتحدة.